# Jean Ausseil
Jean Jacques Charles Ausseil (* 30. April 1925 in Vincennes, Département Seine, heute: Département Val-de-Marne; † 4. Februar 2001 in Madrid) war ein französischer Diplomat, der Botschafter in mehreren Staaten sowie zuletzt von 1985 bis 1991 Staatsminister von Monaco war.

## Leben
Jean Jacques Charles Ausseil trat in den diplomatischen Dienst des Außenministeriums (Ministère des Affaires étrangères). Er fand in den folgenden Jahren zahlreiche Verwendungen im Inland sowie an verschiedenen Auslandsvertretungen.
Er wurde zum Botschafter in Uruguay ernannt und übergab dort als Nachfolger von Botschafter Français am 19. März 1975 seine Akkreditierung. Auf diesem Posten verblieb er bis zum 15. März 1978, woraufhin Botschafter Le Guen seine Nachfolge antrat. Daraufhin erfolgte seine Berufung zum Botschafter in Äthiopien, wo er am 24. Mai 1978 als Nachfolger von Botschafter Barbier sein Beglaubigungsschreiben überreichte. Er bekleidete diese Position bis zu seiner Ablösung durch Botschafter Bry am 31. Oktober 1980.
Am 16. September 1985 wurde Jean Ausseil als Nachfolger von Jean Lucien Emile Herly zum Staatsminister von Monaco (Ministre d’État de Monaco) ernannt. Er bekleidete dieses Amt als Regierungschef von Monaco bis zum 16. Februar 1991, woraufhin Jacques Pierre Dupont ihn ablöste.